# Palazzo Aldrovandi (Bologna)
Palazzo Aldrovandi, conosciuto anche come Palazzo Montanari, è un palazzo storico di Bologna, sito in via Galliera 8.

## Storia

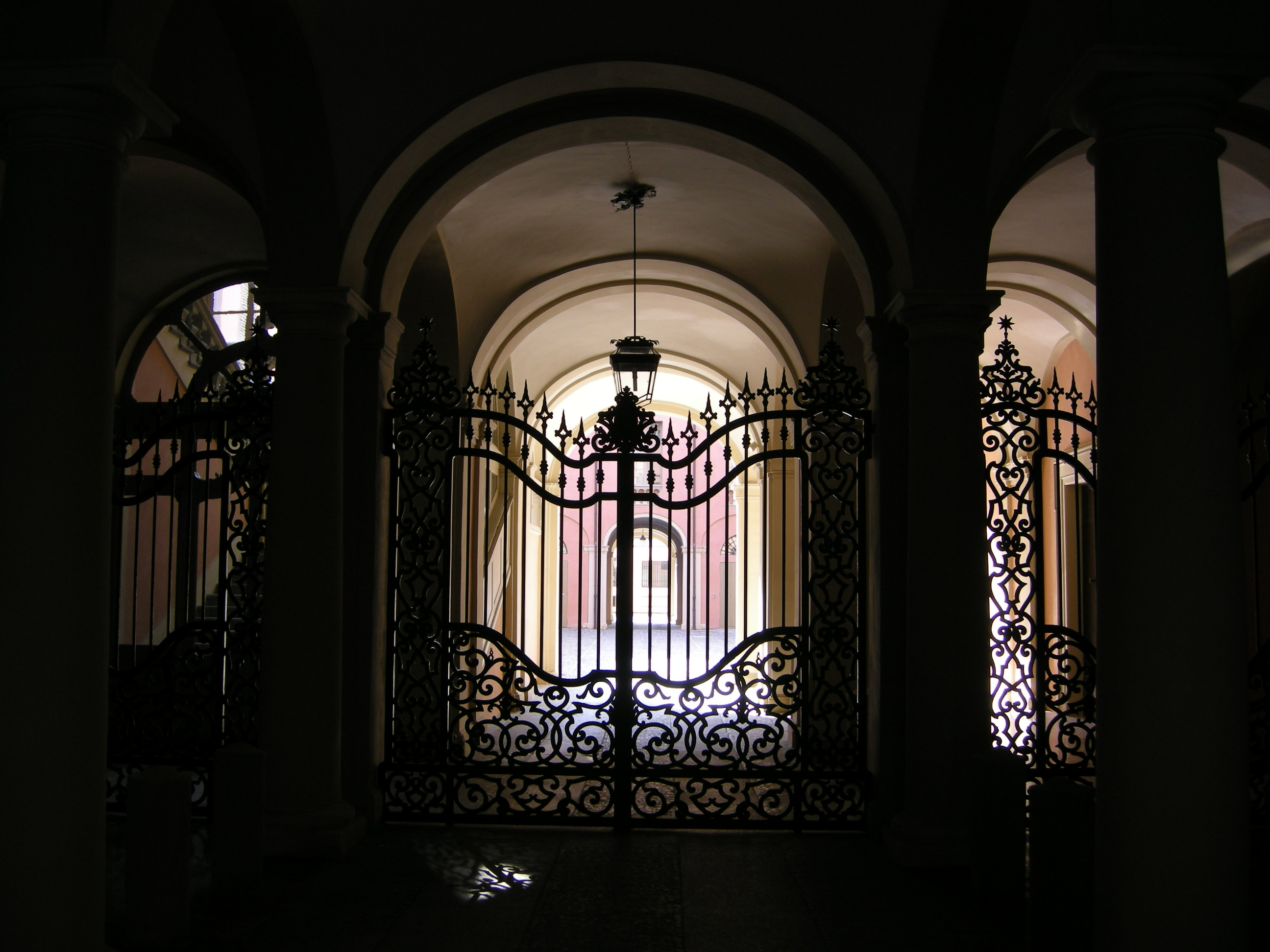
L'atrio d'ingresso al cortile.

Sorse al posto della quattrocentesca Casa Aldrovandi. L’attuale residenza fu costruita per volere del cardinale Pompeo Aldrovandi, a partire dal 1725, su progetto di Francesco Maria Angelini, che però nel 1731 morì. I lavori furono portati a termine nel 1752 da Alfonso Torreggiani, che realizzò la facciata. L’opera è considerata il miglior esempio di architettura del periodo a Bologna: con grande fantasia decorativa, Torreggiani vi inserì numerosi elementi curvilinei in stile rococò, facendo risaltare la pietra d’Istria bianca sulla rossa muratura in laterizio. I medesimi architetti eressero in quegli anni anche una residenza estiva del cardinale, il Palazzo Sessa-Aldrovandi a Mirabello.
Poco dopo il suo completamento, intorno al 1755 il piano nobile venne affrescato da Vittorio Maria Bigari insieme al suo quadraturista di fiducia Stefano Orlandi. Le opere, ancora oggi visibili nell’atrio, sulla volta dello scalone, nella “galleria delle statue” e nel salone principale, hanno per soggetto le vicende della famiglia Aldrovandi, già da secoli rinomata casata di rango senatorio. All’interno era presente anche una collezione di busti e rilievi marmorei, ma nella seconda metà dell’Ottocento furono ceduti al British Museum.
Nel 1795 Filippo Aldrovandi Marescotti vi avviò una fabbrica di ceramica. Già agli inizi dell’Ottocento, tuttavia, il palazzo fu venduto: divenne così proprietà dei Torlonia e, nel 1860, di Camillo Montanari, il quale ebbe il merito, insieme al figlio Francesco e agli eredi, di preservare gli ambienti e le opere settecentesche. Durante il Novecento esso ospitò la Biblioteca Comunale Popolare, oggi alla Sala Borsa, la Cineteca, trasferita all'ex Manifattura Tabacchi, e il Circolo della Stampa, non più esistente. Ospitò al piano terra il Centro delle donne di Bologna ora trasferito a Santa Cristina.

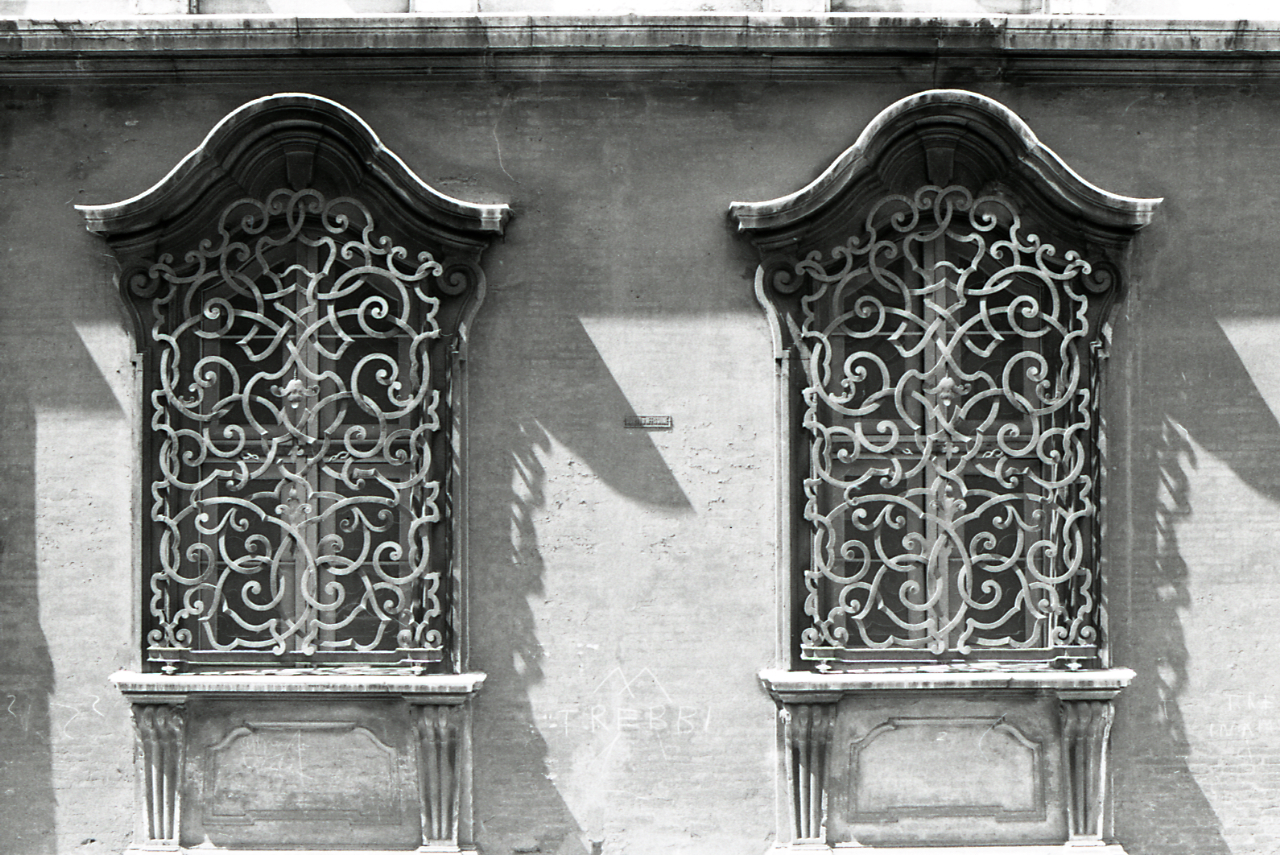
Particolare delle finestre in una foto di Paolo Monti del 1970